# Luna (Itálie)
Luna byla římská kolonie, postavená roku 177 př. n. l. poblíž města Luni Mare, v části obce Ortonovo v provincii La Spezia, Itálie. V důsledku nedalekých lomů, ve kterých se těžil známý kararský mramor, získala velký hospodářský význam, což umožnilo vznik římské monumentální architektury. V 11. století byla Luna, která se mezitím stala sídlem biskupa, po posledním uzavření přístavu, válečných útocích islámských pirátů a šíření malárie, z velké části opuštěna.

## Poloha a historie vykopávek

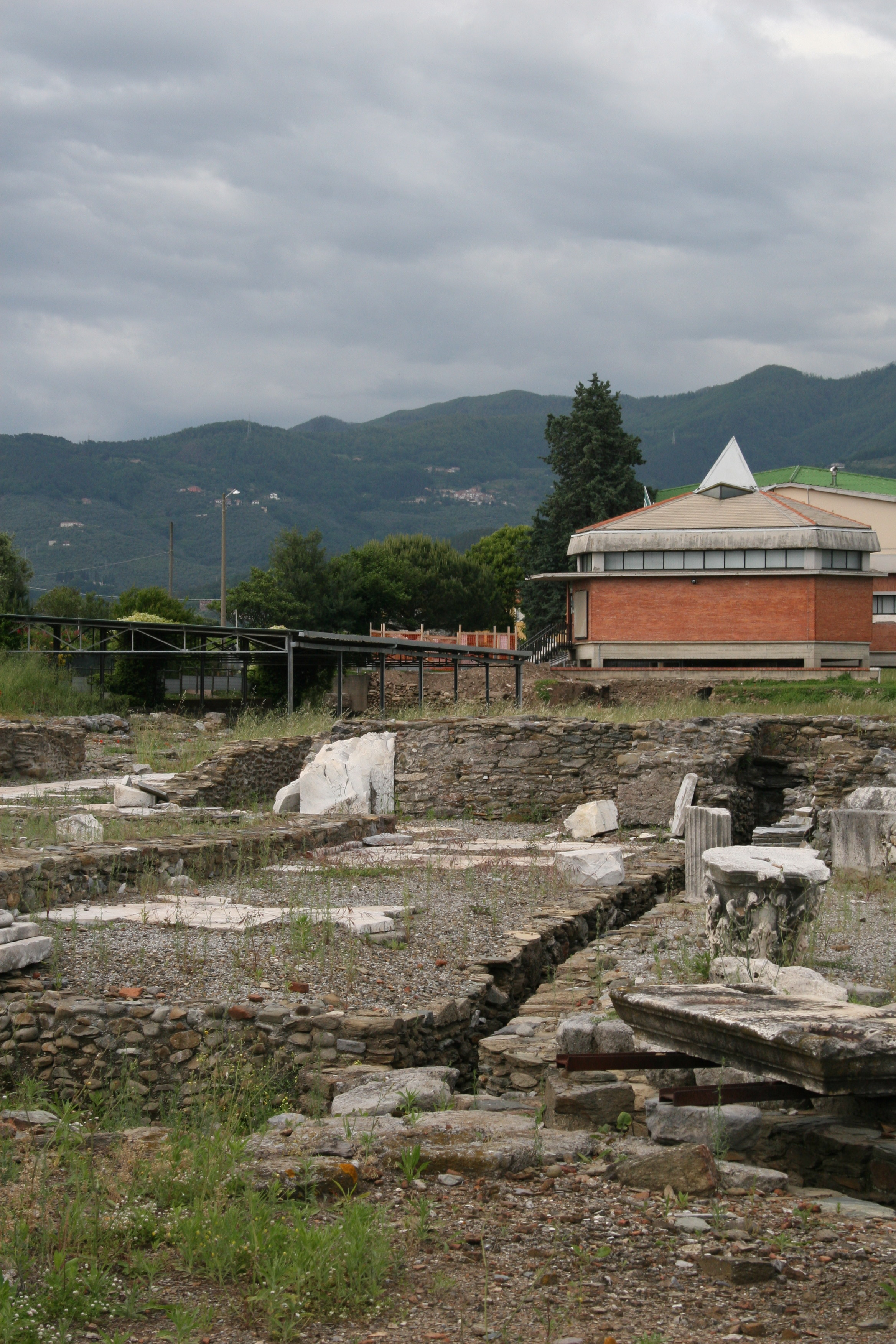
Vykopávky v Luně, v pozadí muzeum

Oblast kolem Luny je staré osídlení. Podle nalezených materiálů je lze vysledovat až do paleolitu. Město bylo od počátku založeno s téměř pravoúhlým půdorysem typickým pro římské kolonie. Rozprostírá se v rovině, která je mezi Ligurským mořem a Apuánskými Alpami, téměř na úrovni moře. Severovýchodně se nachází dnešní město Carrara, s jeho od antiky světoznámými kamenolomy, jihozápadně je Středozemní moře, na jehož pobřeží Luna původně vznikla. Jihozápadně se také vlévá do moře největší řeka Ligurie, Magra. Původní koryto řeky se nacházelo v blízkosti města a vytvořilo zde s přírodní terasou přirozený přístav. Ten sloužil k exportu kararského mramoru z nedalekých lomů. V průběhu staletí se řeka postupně zanášela a měnila svůj průběh. Dnes je moře od Luny vzdáleno asi dva kilometry. Podle Luny dostalo své jméno i okolní území, Lunigiana.
Jedinými pozůstatky, které se zachovaly do počátku 19. století, byl amfiteátr a spodní stavba velkého chrámu. V roce 1837 bylo objeveno fórum a od roku 1964 je v tomto místě archeologické muzeum Museo Archeologico Nazionale di Luni. Roku 1981 byly sbírky muzea přeorganizovány. Převážně nezastavěné území města je stále neprozkoumáno a od počátku devadesátých let dvacátého století se zde neuskutečnily žádné významné vykopávky.

## Důležité nálezy

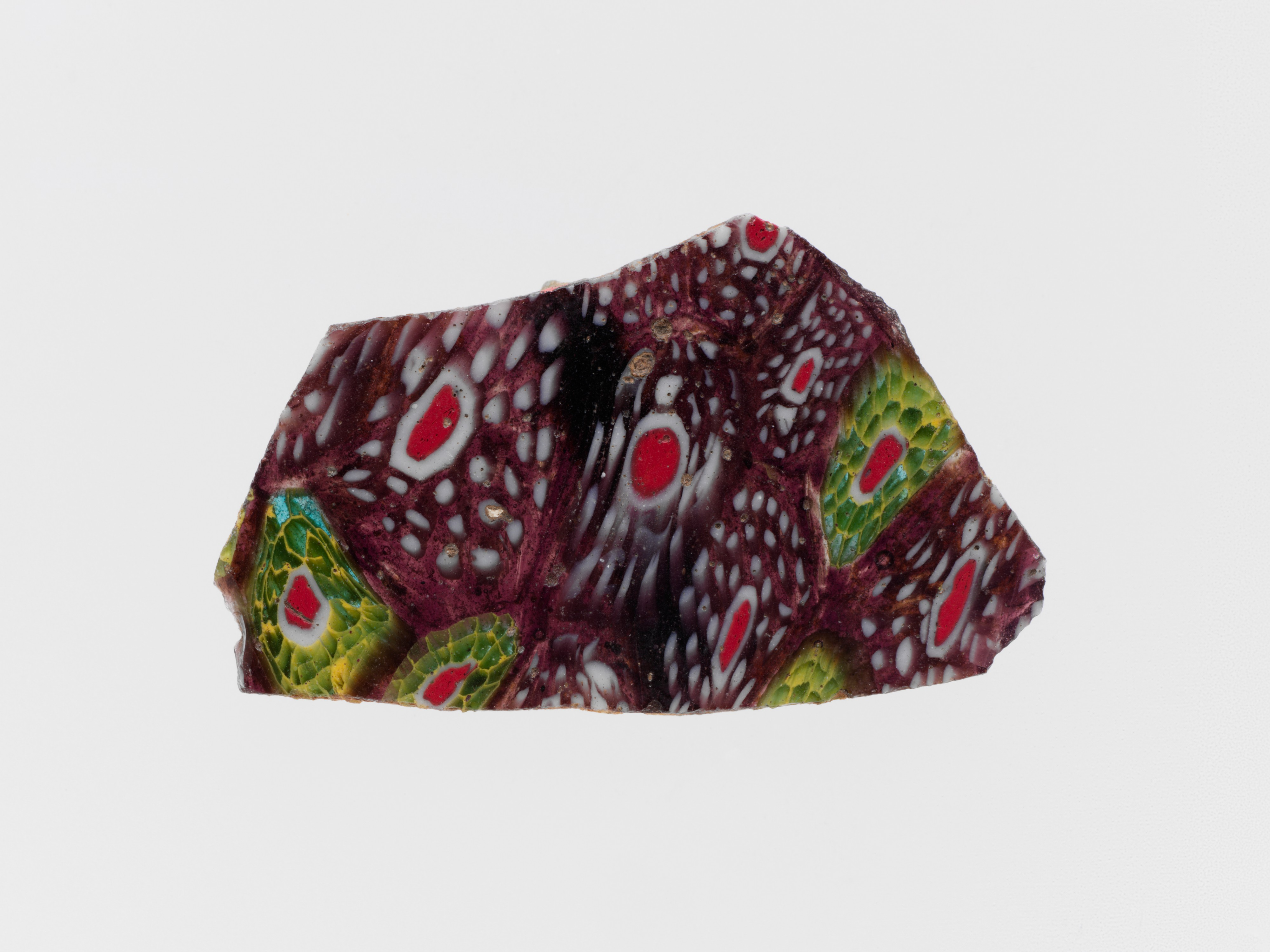
Fragment mozaikové skleněné mísy, římský.

Město má typické schéma antického osídlení. Od počátku bylo promyšlené a naplánované. Jeho půdorys měří přibližně 560×438 m, je téměř obdélníkový a ulice jsou pravoúhlého směru. Centrem bylo obdélníkové fórum, na které východně navazovala posvátná oblast s Dianiným chrámem. Velký chrám bohyně Luny byl u severních hradeb města. Pro návštěvníky nepřístupné, ale archeology odhalené divadlo se nacházelo v koutě u severovýchodních městských hradeb. Důležitá, raně křesťanská stavba, která je však také návštěvníkům nepřístupná, je bazilika, umístěná poblíž západních hradeb. Z nalezených předmětů je, kromě podobizen hlav, zejména vzácný Millefiori-Pokal. Tato nejvýznamnější mozaika archeologického výzkumu byla odkryta v „Domu mozaik“ severně od Fóra. Millefiori (italsky = tisíce květů) je technika dekorace skla, při které se svazek skleněných stonků přetaví, aby vytvořily tyčku, která se po ochlazení rozřeže na plátky a nechá se znovu pomalu roztavit ve (obvykle zbarvenou) skleněnou mozaikovou hmotu. Výzdoba podlahy ze 3./4. století po Kristu, objevená v 80. letech 20. století, která ukazuje Circus Maximus v Římě, tak umožnila, kromě dalších, z Luny nepocházejících nálezů, rekonstrukci slavné závodní dráhy s císařskou lóží. V roce 1955 byl zachráněn velký oltář bohyně Luny.

### Forum
Fórum Luny se podobalo často opakovanému římskému stavebnímu půdorysu. Na severním okraji hlavního náměstí se uprostřed nacházel kapitol se svatyní. Byla to pódiová stavba s vnějším schodištěm. V jižním směru jej obklopoval protáhlý obdélníkový portikus s mramorovou dlažbou a sloupy. U jeho vnějších zdí pak byly obchody. Od jihu byl do komplexu budov bohatý a působivý přístup. Ke stavbě navíc patřila pravoúhlá bazilika. Tato víceúčelová budova byla potřebná pro shromažďování, jednání soudu a pro trhy. Nacházela se východně, na horním severním konci vedle fóra a přímo navazovala na portikus, který svou delší stranou následovala. Ve 4. století došlo k vývoji města, který je obtížné vysledovatelný. Částečně v tomto, ale zejména v následujícím století bylo fórum opuštěno a budovy zbořeny. Pravděpodobnou příčinou bylo zemětřesení ke konci 3. století. Později bylo bývalé městské centrum zastavěno jednoduchými dřevěnými domy. To naznačuje, že v té době bylo staré centrum přesunuto. Někteří výzkumníci předpokládají, že úloha fóra zanikla v šestém století. Dalším důležitým zjištěním byla výstavba menších lázní severně, na již částečně zbořeném portiku. Ačkoli byla nová dřevěná zástavba původního hlavního náměstí v té době velmi primitivní, těmito lázněmi z 5./6. století se přesunul relaxační prostor luxusního soukromého domu zdobeného mozaikou ze 3./4. století na kdysi veřejné prostranství. Ani bazilika již nebyla k dispozici, V její severní části ji v pozdní antice nahradilo rybí tržiště.

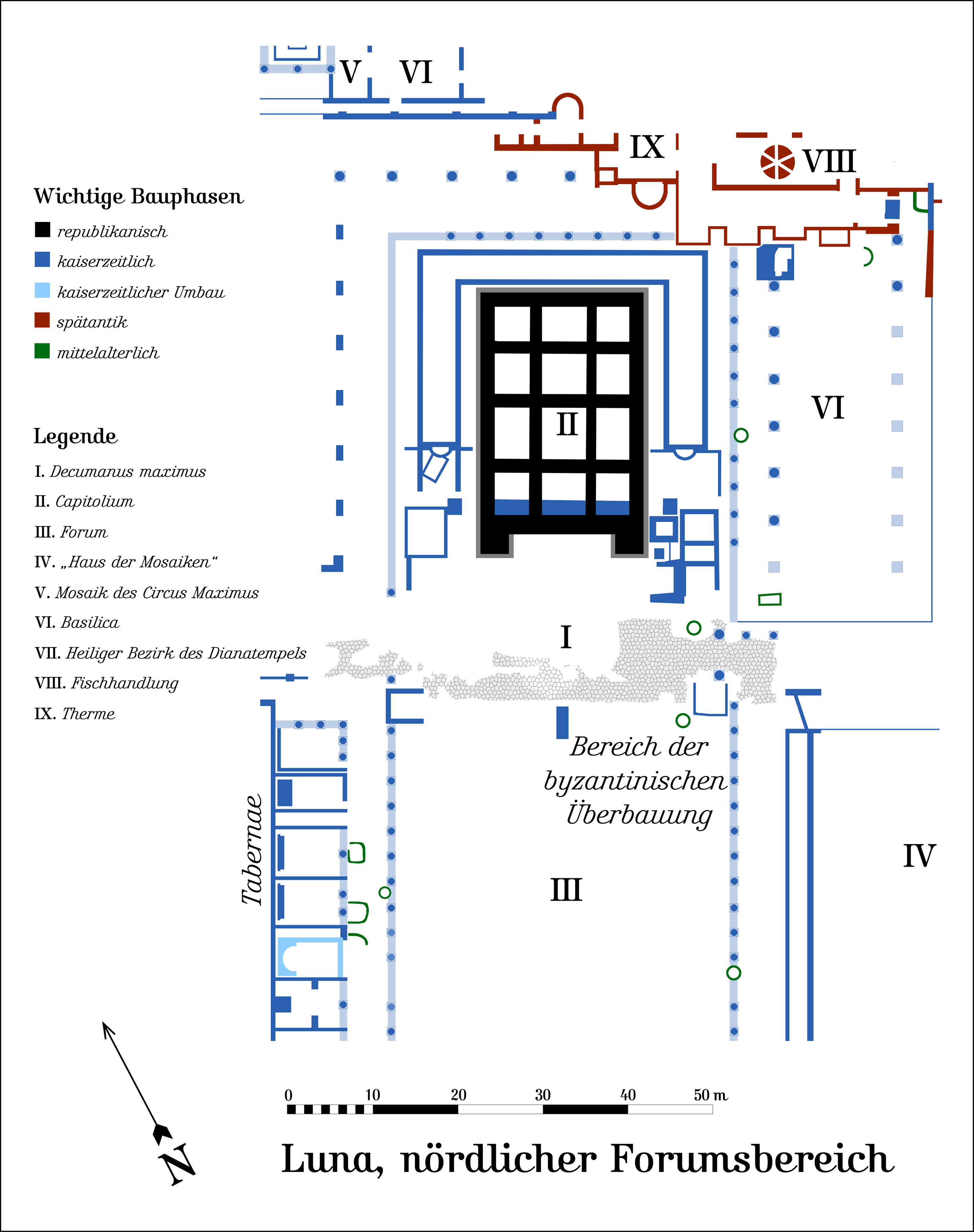
Severní část. Výkres různých stavebních fází
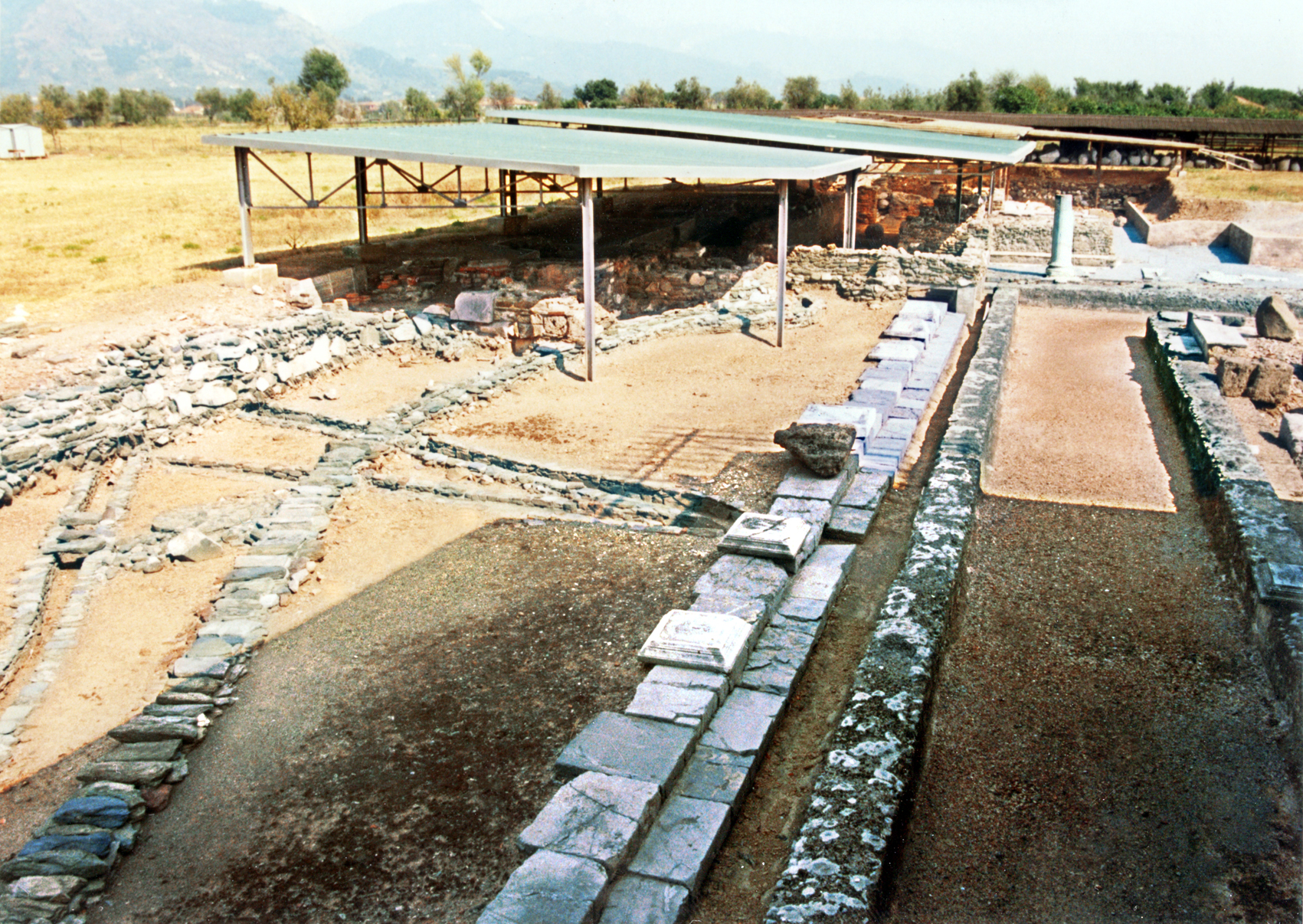
Severní část. Na pravém okraji obrázku je základ kapitolu, uprostřed jsou arkády fóra a v levé části obrázku pozdně antické lázně.
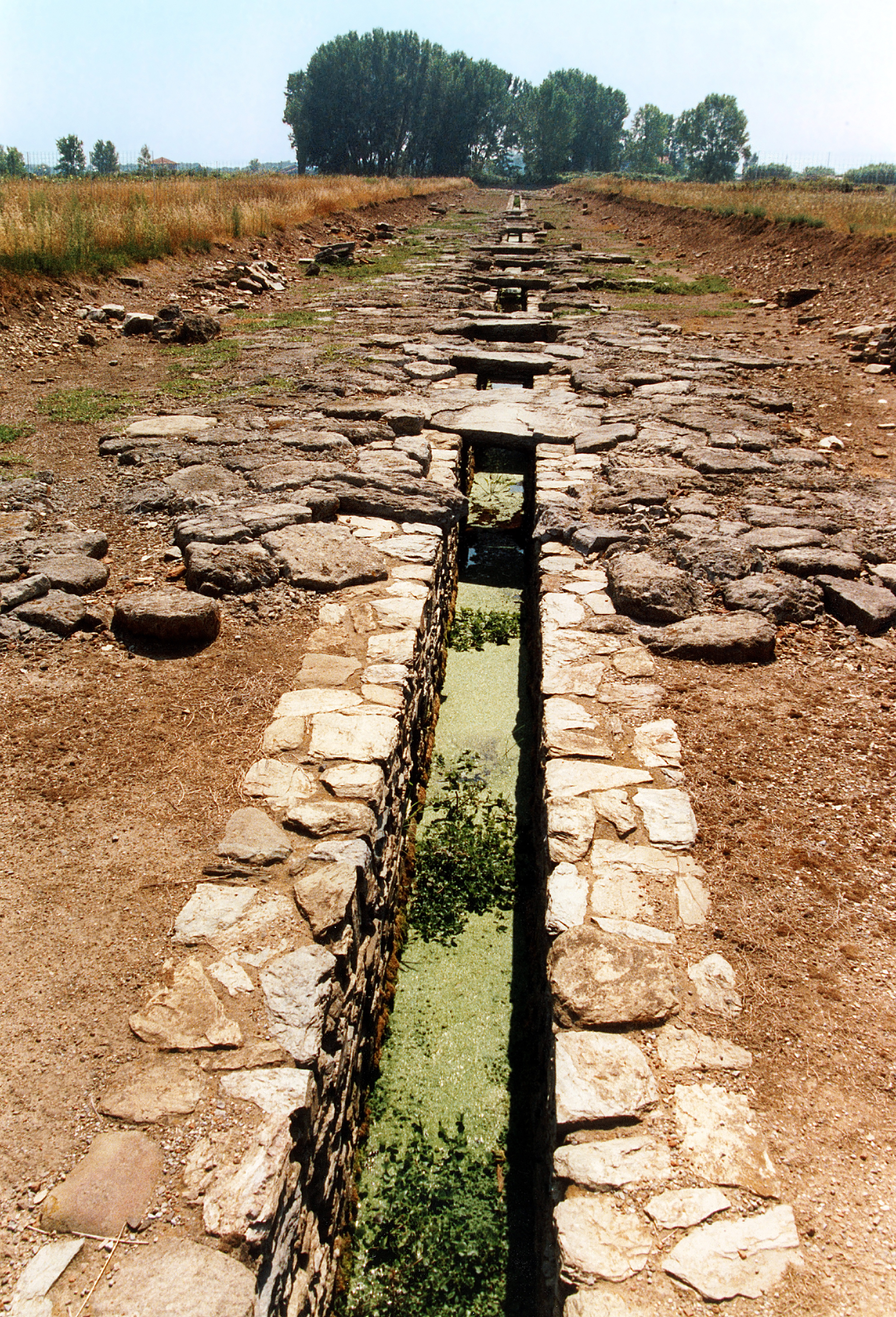
Cardo maximus, směřující jižním směrem. těsně před vstupem na fórum od jihu.

### Chrám bohyně Luny
Takzvaný Velký chrám, pravděpodobně kapitol města, se nacházel na jeho nejvyšším místě, u severozápadních hradeb a je považován za jednu z nejstarších známých svatyní bohyně Luny, které bylo město zasvěcené. Na předchozí stavbě postavené v pozdním republikánském období, byl během císařské éry postaven mohutný pódiový chrám, s impozantním vnějším schodištěm a portikem, ze kterého ještě dodnes zůstaly významné zbytky základů. První stavba vznikla krátce po založení kolonie jako místo uctívání bohyně Seleny. Architektonická výzdoba z terakoty vznikla ještě podle tradice starých toskánských vzorů. Zachoval se štítový vlys, který ukazuje Lunu sedící na trůnu. Po stranách je Apollo a Dionysus. Každému z nich byla ještě přidána jedna múza. Pozdější obyvatelé císařského města Luna, za Juliovsko-claudiovské dynastie nechali postavit typickou římskou monumentální budovu, zdobenou mramorem. Spodní stavba Pseudoperiptera, částečně provedená z Opus caementitium, tehdy mívala od pochozí úrovně výšku asi 7,5 metru. Zadní a podélné strany jednodílného, téměř čtvercového cella byly rozčleněny prostřednictvím polosloupů. Venkovní schodiště bylo ohraničeno bočními stěnami. Světící nápis na nalezených fragmentech byl z období přestaveb nebo rekonstrukcí mezi roky 180 až 222 po Kristu. Se stavbou nového chrámu se náměstí před ním kompletně změnilo. Na třech stranách byl chrám obklopen novým 60×50 metrů velkým arkádovým nádvořím s mramorovou procesní cestou, která vedla od velkého jihozápadního vchodu do portika až ke schodům kultovní budovy. Ve východních arkádách byly objeveny zbytky juliansko-claudiovské obrněné sochy z prvního století po Kristu. Chrám byl definitivně opuštěn ke konci 4. století. V raném středověku byla bývalá sakrální oblast areálu přeměněna pro obytné účely.

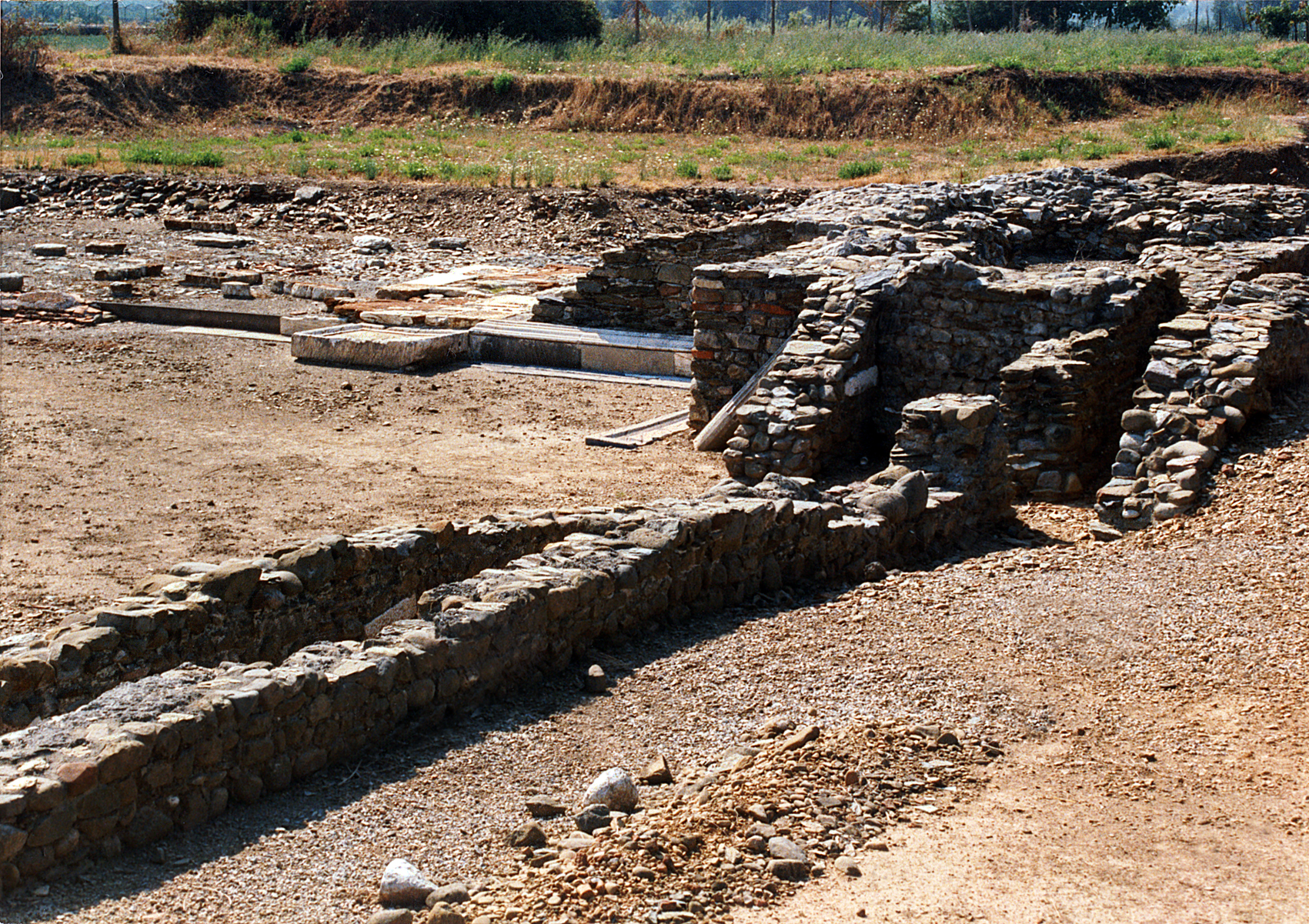
Schody se zděnými boky, které ohraničovaly zemní rampu chrámu od portikového dvora..
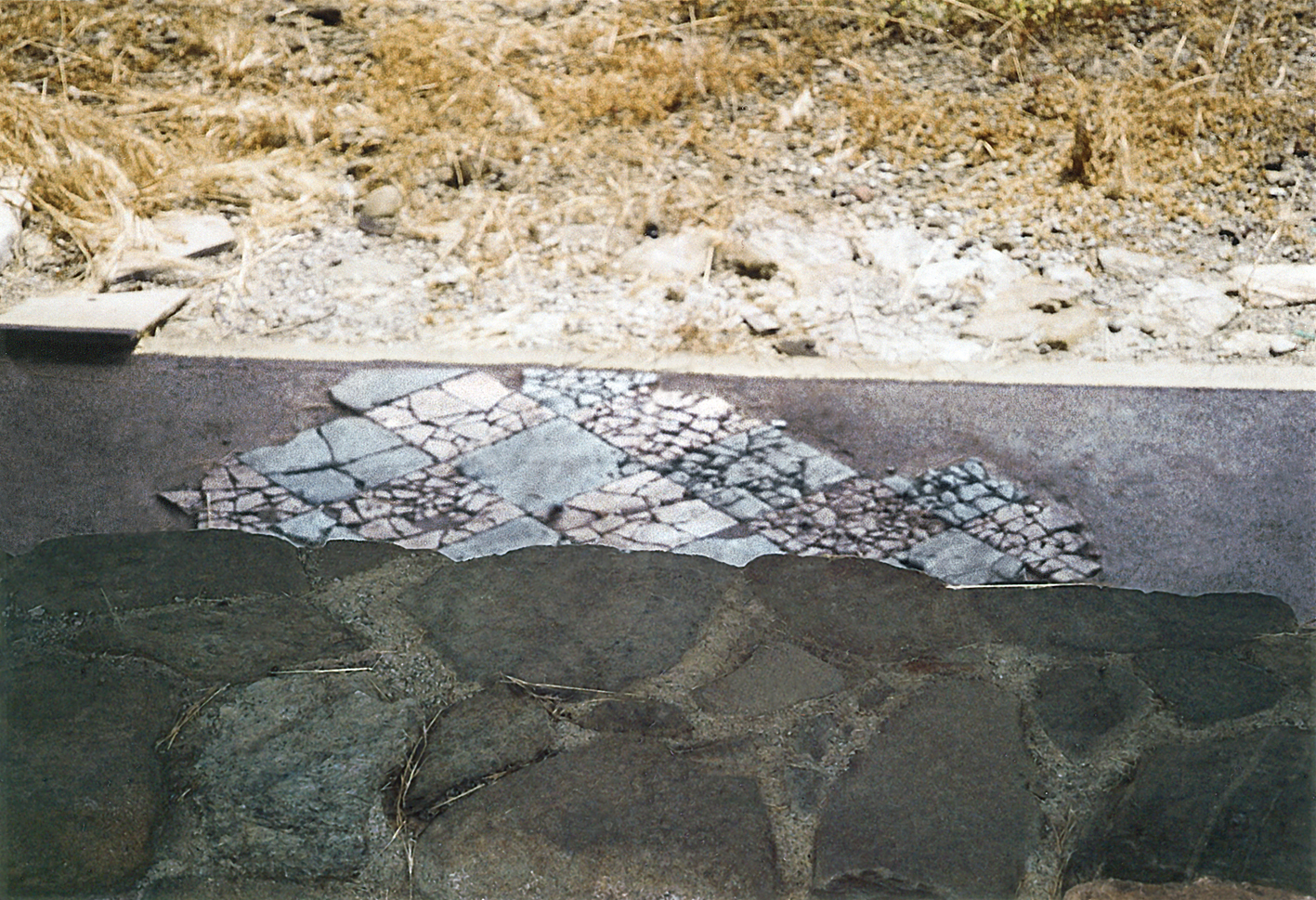
Podlahová krytina nalezená na obou stranách portikového dvora, přilehlých ke chrámu.
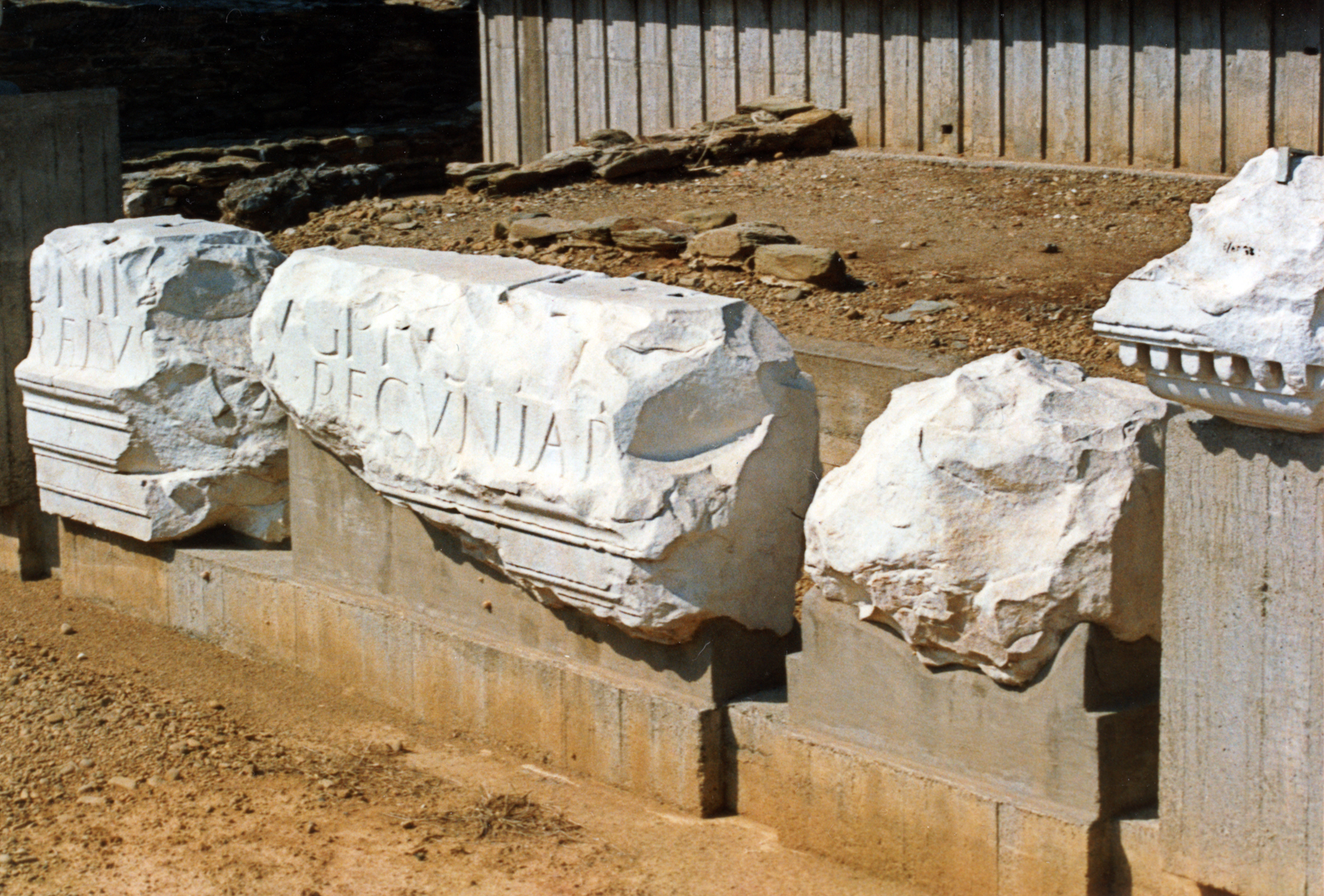
Světící nápis, který se původně nacházel nad portikem chrámu.

### Amfiteátr

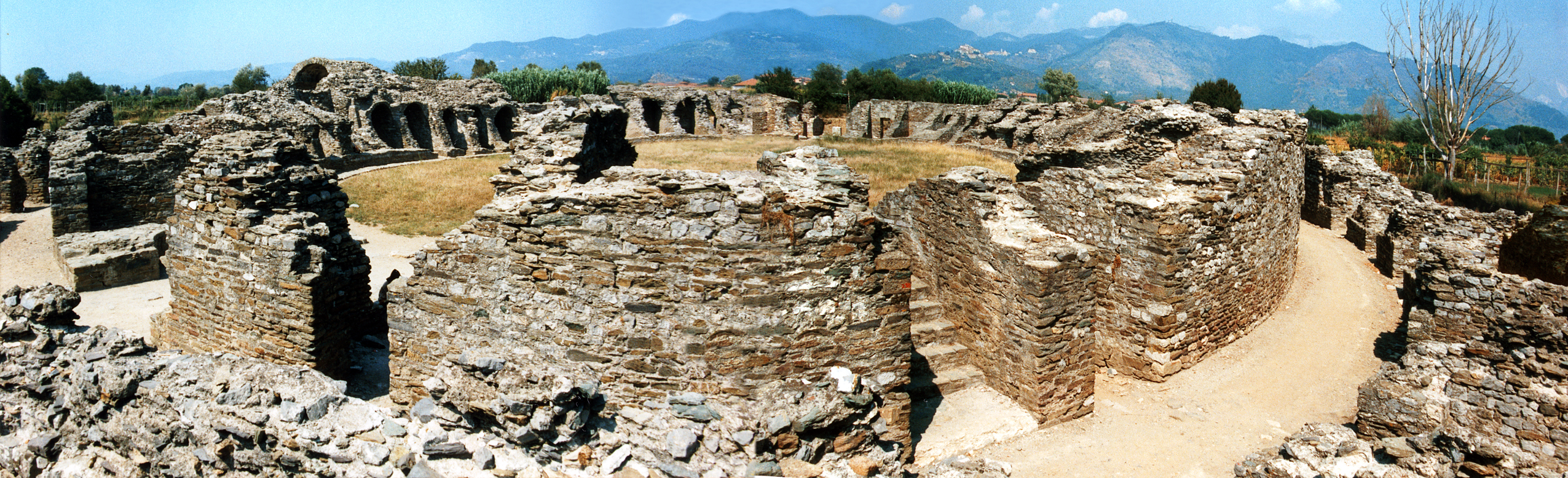
Amfiteátr, celkový pohled

Amfiteátr sloužil pro gladiátorské zápasy, štvanice zvířat a popravy. Byl postaven teprve v antoniánské době, asi 250 metrů před východní městskou branou na Via Aurelia Nova, protože pro tak velkou stavbu nebylo ve 2. století po Kristu uvnitř hradeb města dost místa. Původní divadlo se nacházelo ve východním rohu města, tedy uvnitř hradeb. V té době začal úpadek divadelní kultury, která v Luně pocházela ještě z klasické řecké kultury. Amfiteátr oválného tvaru byl 88,5 metrů dlouhý a 70,2 metrů široký. Prostor k sezení byl rozdělen na dvě terasy, celkem pro přibližně 7000 diváků. Nad terasami pro diváky obklopoval stavbu portikus. Gladiátoři mohli do oválného bojového prostoru vstoupit dvěma dvojitými bránami, které se nacházely naproti sobě jihozápadně a severovýchodně. Zdá se, že v amfiteátru nebylo žádné podzemní zařízení. Návštěvníci měli samostatné vstupy kolem celé budovy. Po zániku západní římské říše v 5. století sloužil amfiteátr jen jako kamenolom.

Detaily
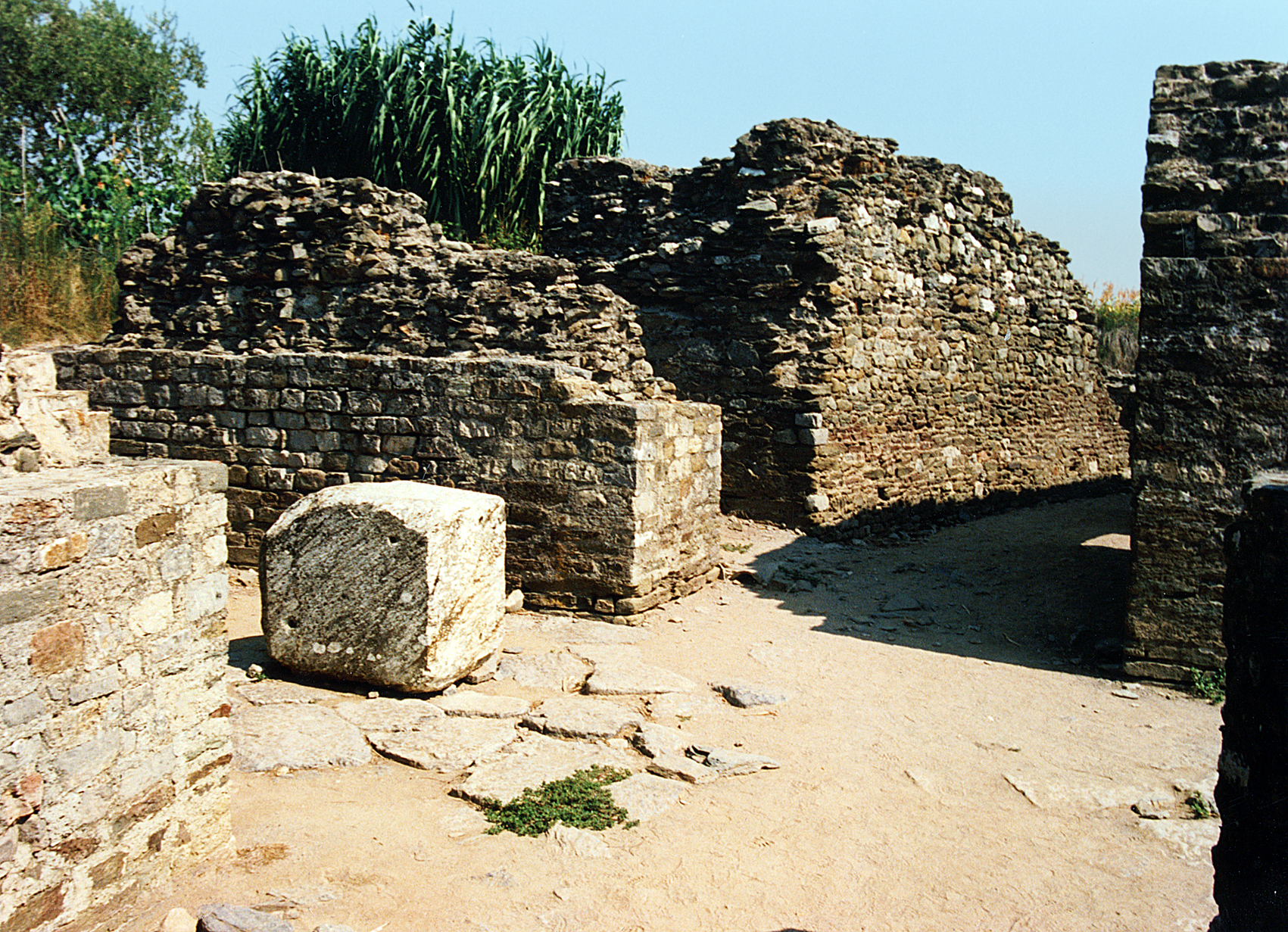
Vstup pro gladiátory a zvířata.
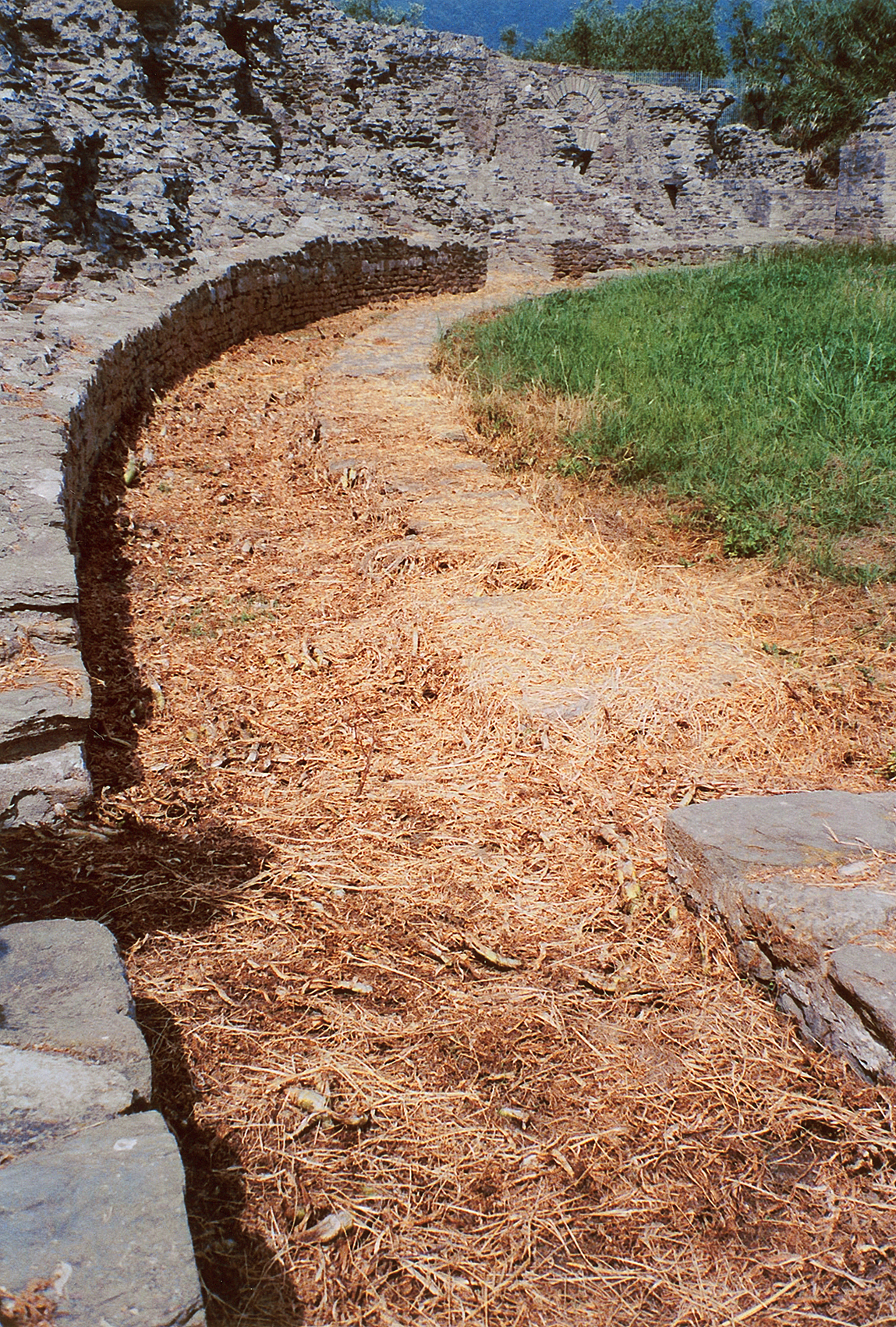
Vodní příkop, který odděloval hlediště od arény.
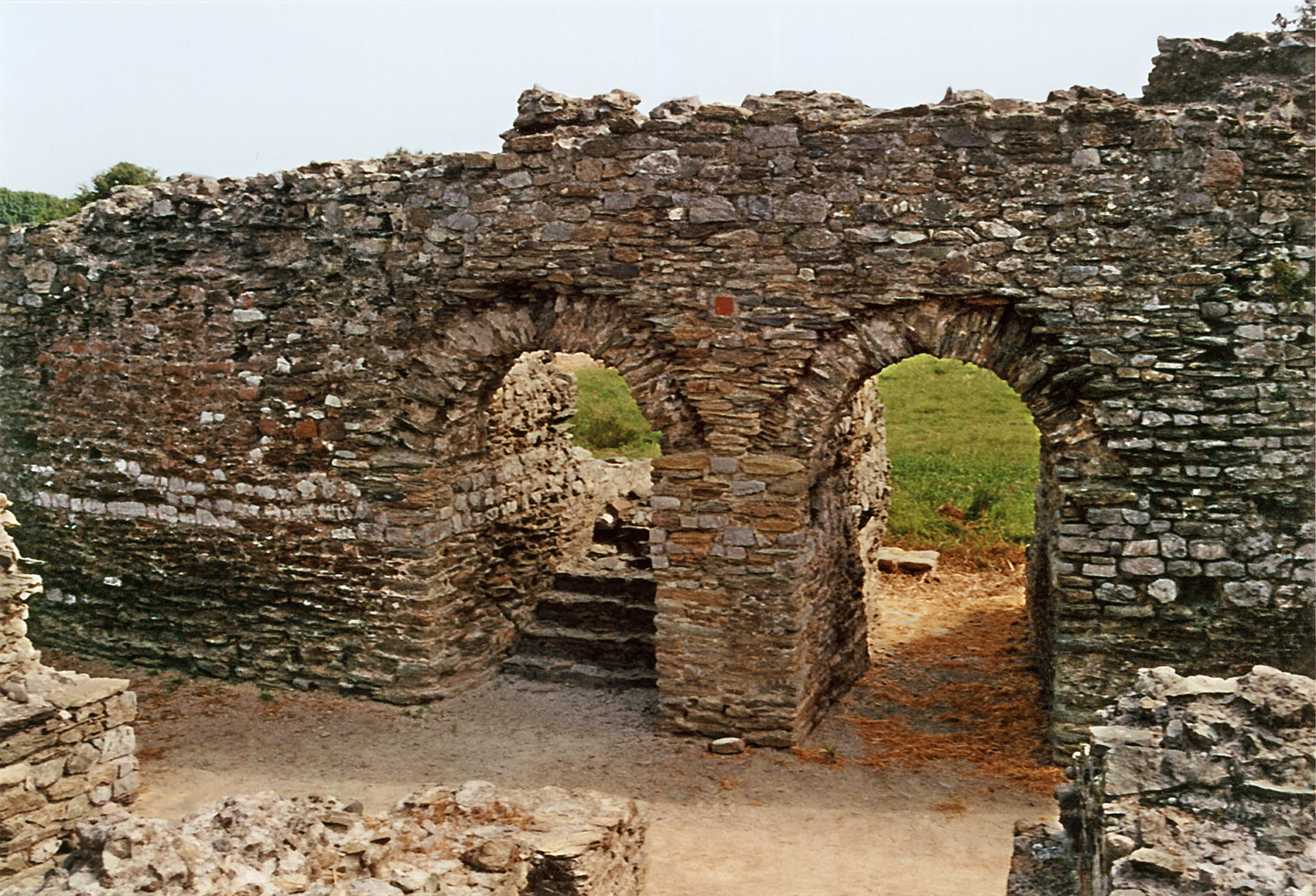
Schodiště ke spodním řadám
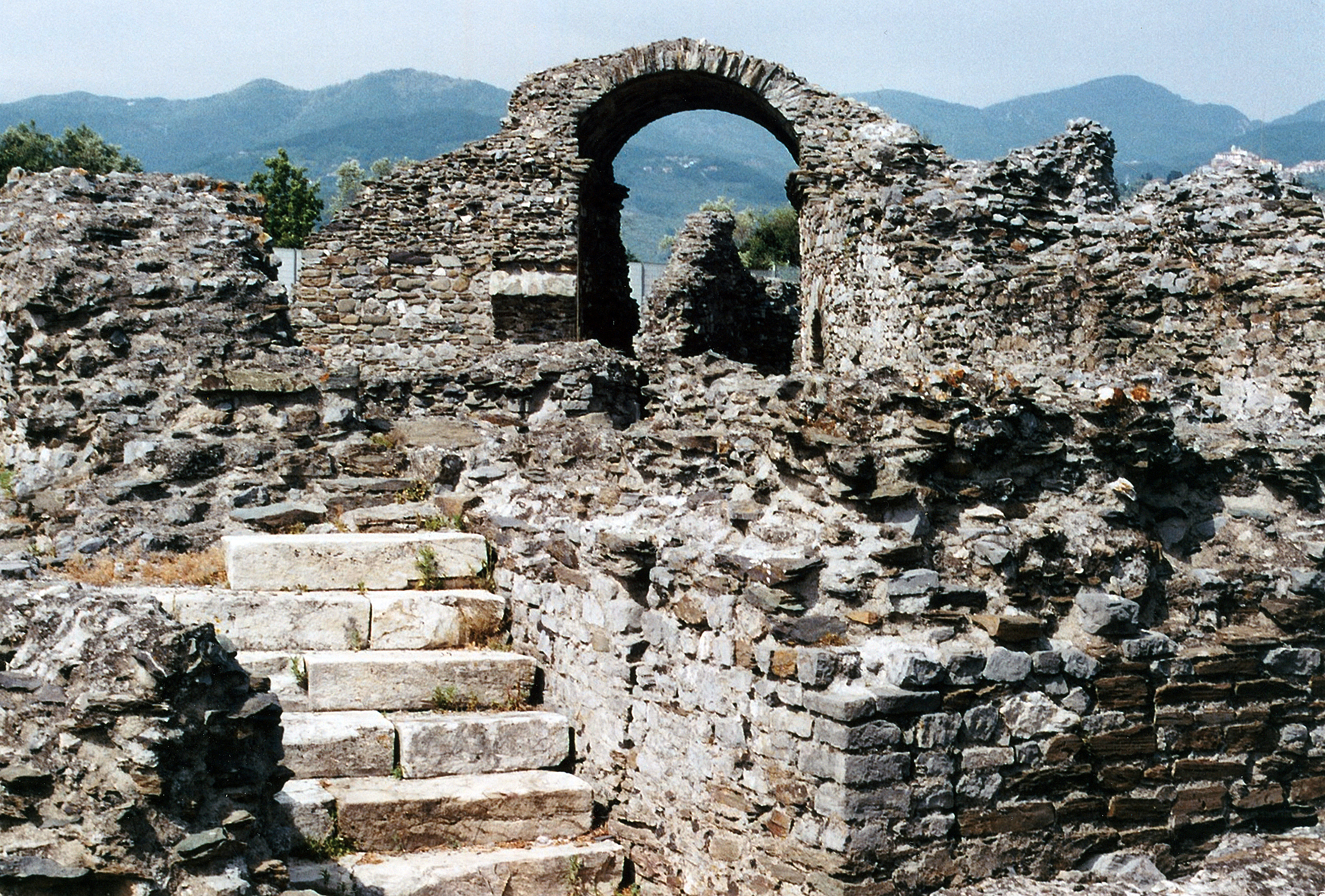
Jediná dosud zachovaná klenba.
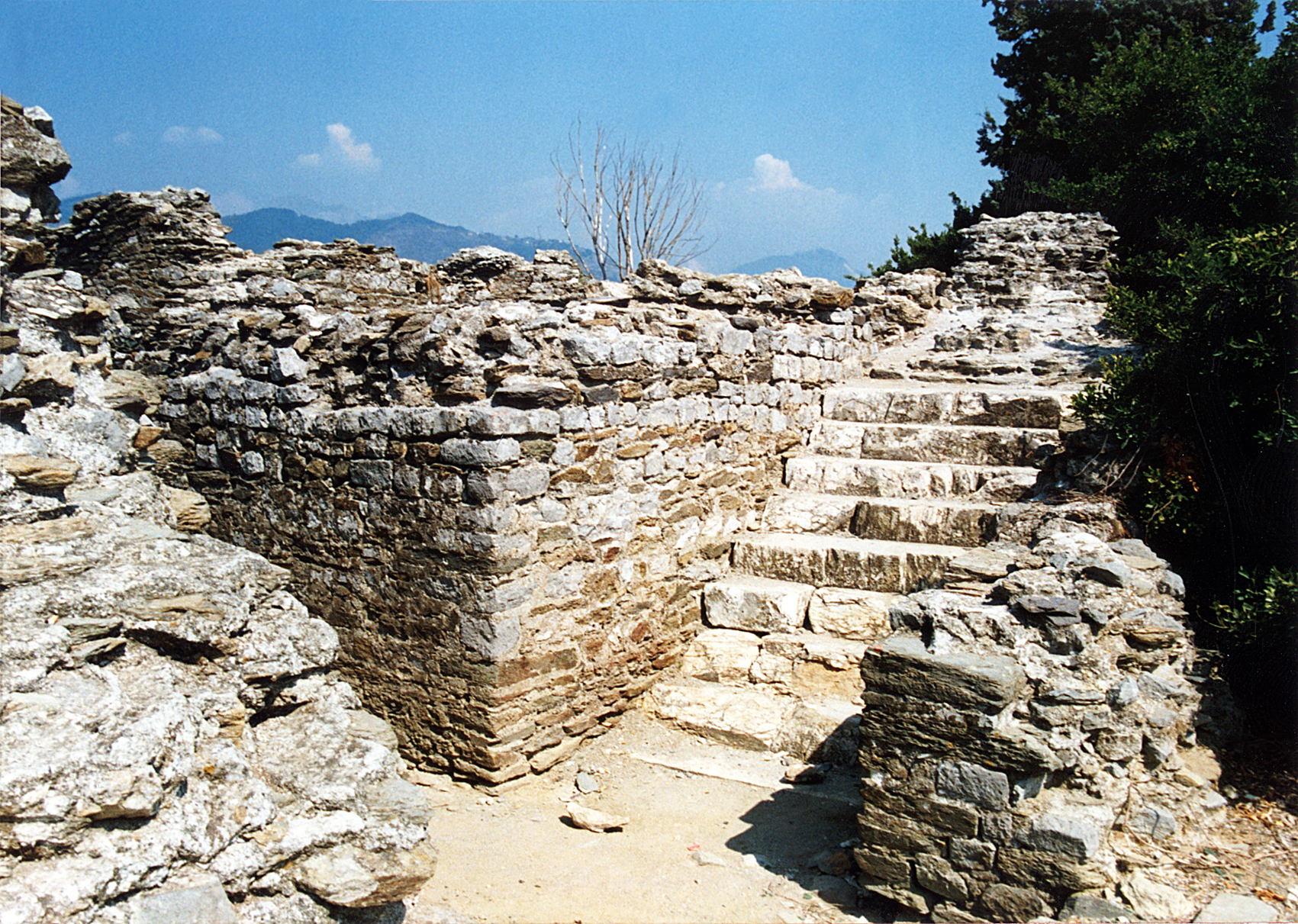
Schodiště k horním řadám.

### Pohřebiště
Hřbitovy se v římské antice nacházely u silnic před městskými hradbami. Takové byly nalezeny také v Luně. Kromě jednoduchých hrobů se našly i hroby zámožných, jako například tumuli (mohyly). Jedna z těchto mohyl ještě měla cippus trubku, která vedla od koruny (Cippus) hrobky do hrobu v mohyle. Tyto vícekrát prokázané „dárcovské trubky“ se používaly na počest zesnulého při symbolické pohřební hostině. Při hostině byl zemřelý vnímán jako aktivní a přítomný mezi účastníky. Aby tomu tak bylo, muselo být nejprve připraveno jeho místo a jeho jídlo. Pak byl pozván vyslovením jeho jména. Trubkou se zemřelému podávalo víno při přípitku: „Jezte a pijte a ať je vám dobře".